# Karim Benzema
Karim Mostafa Benzema (arabsky ‎‎‎‎كريم بنزيما; narozen 19. prosince 1987, Lyon, Francie) je francouzský fotbalový útočník alžírského původu, který od roku 2023 hraje za arabský klub Al Ittihad FC. Čtyřikrát byl zvolen nejlepším francouzským fotbalistou. V roce 2022 vyhrál Zlatý míč pro nejlepšího hráče světa. Od roku 2009 do roku 2023 hrál za španělský klub Real Madrid, kde nastřílel 354 gólů.
Za Real Madrid odehrál ve španělské lize přes 400 zápasů a v sezóně 2021/22 se stal poprvé jejím nejlepším střelcem. V téže sezóně se stal počtvrté španělským mistrem a krátce nato rekordně popáté opanoval i Ligu mistrů UEFA. I v té se stal vůbec poprvé nejlepším střelcem.
Mezi roky 2007 a 2015 pravidelně nastupoval za reprezentaci Francie a odehrál 81 zápasů. Během těch vstřelil 27 gólů, v červnu 2020 mu tak patřilo 10. místo v historickém žebříčku francouzské reprezentace.

## Klubová kariéra

### Olympique Lyon

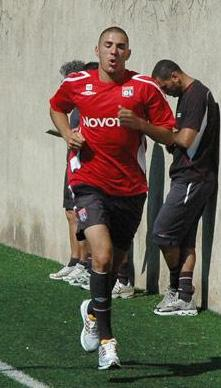
Trénující Karim Benzema v době působení v Lyonu

Poté co zaujal představitele Lyonu, spjal s tímto klubem a v jeho talentovém centru Tola Vologe další část své kariéry. Ve věkové kategorii do 16 let se stal se 38 góly nejlepším střelcem mládežnické ligy. Před sezónou 2004/05 byl přeřazen do rezervního týmu, za který se na podzim střelecky prosadil v 10 případech a 15. ledna 2005 si pod tehdejším trenérem Paulem Le Guenem proti Métám odbyl při domácí výhře 2:0 debut na scéně Ligue 1, francouzské nejvyšší ligové soutěže. Jen asi půlhodina mu stačila na to, aby si připsal asistenci na gól Bryana Bergougnouxe.
Benzema byl představován ve Francii jako jeden z předních hráčů nové generace a v menší míře je srovnáván s brazilskou hvězdou Ronaldem, především kvůli své produktivitě, fyzické kondici, efektivnímu driblování a velkému přehledu. Jeho přezdívka je Le Phénomene (Fenomén), což byla také Ronaldova přezdívka. Benzema prošel všemi mládežnickými akademiemi v Lyonu. Hrál na mistrovství Evropy ve fotbale 2008 a v sezóně 2007/08 se stal králem střelců v Ligue 1, tři sezony po svém profesionálním debutu. Sezóna 2007/08 byla pro Benzemu průlomovou, protože mu napomohla získat mnohá ocenění a novou smlouvu, čímž se stal nejlépe placeným fotbalistou ve Francii.[zdroj?]
Začátkem prosince 2005 vstřelil svůj první gól v rámci Ligy mistrů v domácím utkání s Rosenborgem, Lyon vyhrál 2:1.
První zápas ligové sezóny 2008/09 se mu povedl, v zápase před domácím publikem proti Toulouse 10. srpna 2008 vstřelil dva góly a těmi pomohl vyhrát 3:0. Společně s Franckem Ribérym se objevil na francouzském obalu nového vydání videohry FIFA 09. Kolísavá forma jej na jaře připravila o dva kvalifikační zápasy, v nichž Francie bojovala o účast na mistrovství světa a v nichž jej zastoupil již nepříliš využívaný Péguy Luyindula. Toho si povšiml například sportovní deník L'Equipe, na jehož přední straně visel článek „Co za problém je s Benzemou?“. Ovšem při výhře 3:1 nad Le Mans v dubnu vstřelil znovu dva góly, poprvé od úvodního kola. Sezónu 2008/09 zakončil se 17 góly na děleném druhém místě ligových střelců po boku Guillaume Hoaraua a za André-Pierrem Gignacem se 24 góly.

### Real Madrid

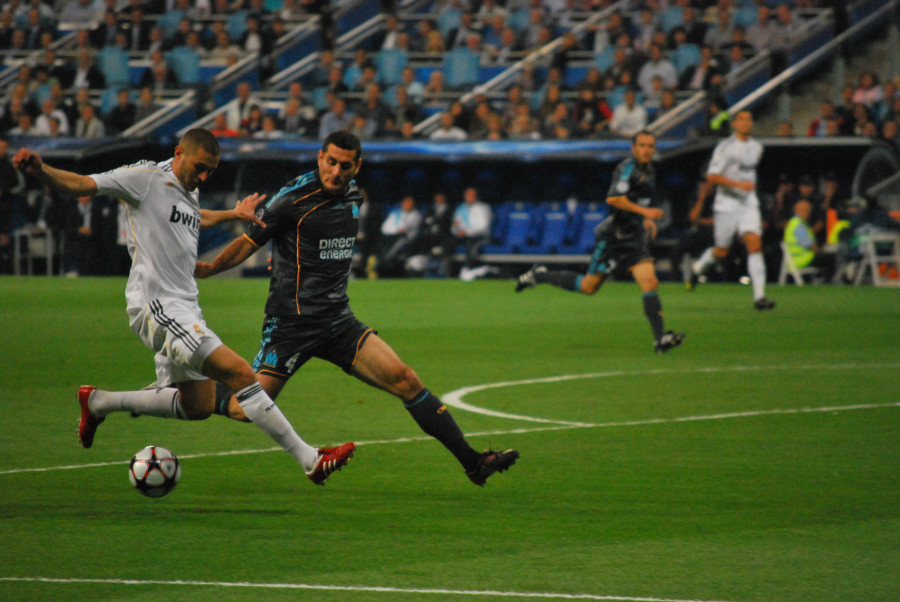
Karim Benzema v září 2009 v zápase Ligy mistrů proti Olympique Marseille

Dne 1. července 2009 bylo oznámeno, že Lyon dosáhl dohody se španělským klubem Real Madrid na jeho přestupu za 35 milionů eur. Zde podepsal francouzský fotbalista smlouvu do roku 2015.
První soutěžní zápas za Real Madrid odehrál 29. srpna 2008 proti Deportivo La Coruña před domácími diváky a v zápase podle Goal.com podal velmi dobrý výkon. První gól vstřelil proti Xerezu 20. září v lize. Posléze proti Villarrealu zůstal při výhře 2:0 nevyužitým náhradníkem. Páté výhře za sebou v úvodních pěti zápasech napomohl dvěma góly do sítě Tenerife dne 26. září. Dne 30. září si v novém angažmá poprvé zahrál Ligu mistrů. Ve druhém skupinovém zápase proti Olympique Marseille před domácím publikem pomohl vyhrát 3:0 asistencí na gól Cristiana Ronalda. Měsíc říjen bez vstřeleného gólu otevřel dveře jeho konkurenci, ku příkladu útočník Gonzalo Higuaín prokazoval střeleckou formu a trenér Manuel Pellegrini vkládal důvěru v něj namísto Benzemy. V týmu navíc byli klubová legenda Raúl a Ruud van Nistelrooy, rovněž útočníci.
Na konci října odehrál plnou minutáž proti Alcorcónu ze třetí ligy v rámci čtvrtého kola v domácím poháru, ve kterém hvězdy utrpěly šokující porážku 0:4. První gól za Real Madrid v Lize mistrů vpravil do sítě AC Milán ve skupinovém zápase 3. listopadu. 7. listopadu čelil hráčům městského rivala Atlétika, asistoval na druhý gól Marcela v později vítězném zápase v rámci El Derbi madrileño.
Nesnází souvisejících s adaptací v novém prostředí si všimla média, jež útočníka kritizovala i proto, že se řádně nenaučil španělsky. Blogger Pablo López na webu španělského sportovního deníku Marca přirovnal Benzemu k francouzskému útočníkovi Nicolasi Anelkovi, který hrával v Madridu v minulosti, nezapadl však do kabiny. Jiný krajan, legendární fotbalista Zinédine Zidane, se Benzemy zastal a připomenul, že byl sám po dvou měsících v Madridu pod palbou kritiky a dodal, že talentovaní hráči jako Benzema a Kaká musí ve španělském hlavním městě uspět. Zdravotní trable Higuaína jej vrátily do sestavy a trenéru Manuelu Pellegrinimu se vyplatil například v zápase s Deportivem La Coruña na konci ledna 2010, jemuž vstřelil při výhře 3:1 dva góly. Jelikož se sám začal potýkat s potíži s třísly, nemohl naplno využít konkurentovi absence a zameškal odvetu osmifinále Ligy mistrů, ve kterém byl madridský tým vyřazen Benzemovým předchozím klubem, Lyonem. Po zotavení se vrátil do role střídajícího „žolíka“ hrajícího závěrečné minuty. Královský klub v sezóně získal solidních 96 bodů, první Barcelona ale ziskem rekordních 96 bodů titul obhájila.
Benzema náležel mezi hráče opomenuté při nominaci Francie na Mistrovství světa, které v roce 2010 pořádala Jihoafrická republika. Po jeho úvodní neuspokojivé sezóně v Madridu si musel zvyknout na nového trenéra Josého Mourinha, jenž Benzemu již na začátku upozornil na nutnost změny přístupu. Do útoku se postavil trenérem preferovaný Higuaín. Benzema stihl do konce kalendářního roku jediný ligový gól. V listopadu se Higuaín zranil a Mourinho zareagoval přivedením Emmanuela Adebayora. Francouzský útočník se však chopil nabízené příležitosti a dostal se do formy, když například zaznamenal hattrick v Lize mistrů proti Auxerre v prosincovém závěrečném skupinovém utkání. Dne 22. února 2011 se střelecky prosadil proti Lyonu, když jako střídající hráč vyrovnal na konečných 1:1 první utkání osmifinále Ligy mistrů.
V odvetě semifinále Ligy mistrů 2012/13 1. května 2013 vstřelil jeden gól Borussii Dortmund, Real vyhrál 2:0, což na postup do finále nestačilo (první zápas skončil porážkou španělského týmu 1:4).

#### Sezóna 2013/2014
Ligová sezóna 2013/14 byla zahájena 18. srpna 2013 domácím zápasem proti Betisu. Francouzský útočník při úvodní výhře 2:1 pod novým trenérem Carlem Ancelottim vyrovnával na 1:1. Příští týden zařídil výhru 1:0 venku, kdy jeho vítězný gól překonal Granadu. Mimo jiné šlo o jeho 100. gól na ligové úrovni – 43 gólů nastřádal za Lyon a dalších 57 již za Real. V novém ročníku Ligy mistrů se 17. září podílel na „demolici“ tureckého klubu Galatasaray poměrem 6:1 – v tomto zápase dal góly dva a pomohl utvořit nový klubový rekord v této soutěži (nejvyšší venkovní výhru).
Ancelotti nastolil formaci vepředu se třemi útočníky, kde byl Benzema na hrotu a Cristiano Ronaldo s Garethem Balem na křídlech. Toto trio bylo médii označováno jako „BBC“. Hvězdy útoku nejen v průběhu podzimu 2013 zaznamenaly několik působivých výsledků včetně říjnového vítězství 7:3 proti Seville, v únoru 2014 pak vítězství 6:1 nad Schalke v Lize mistrů. Dne 18. ledna vstřelil svůj 100. gól za Real Madrid při venkovní výhře 5:0 nad Betisem a svými výkony umlčel někdejší kritiky vzývající začlenění Álvara Moraty do útoku.
Ligový titul v sezóně 2013/14 nezískal (vyhrálo jej Atlético Madrid), ale stal se vítězem Ligy mistrů UEFA po finálové výhře 4:1 po prodloužení v derby právě nad Atléticem Madrid. Rovněž vyhrál s Realem Copa del Rey 2013/14 (španělský pohár).

#### Sezóna 2014/2015

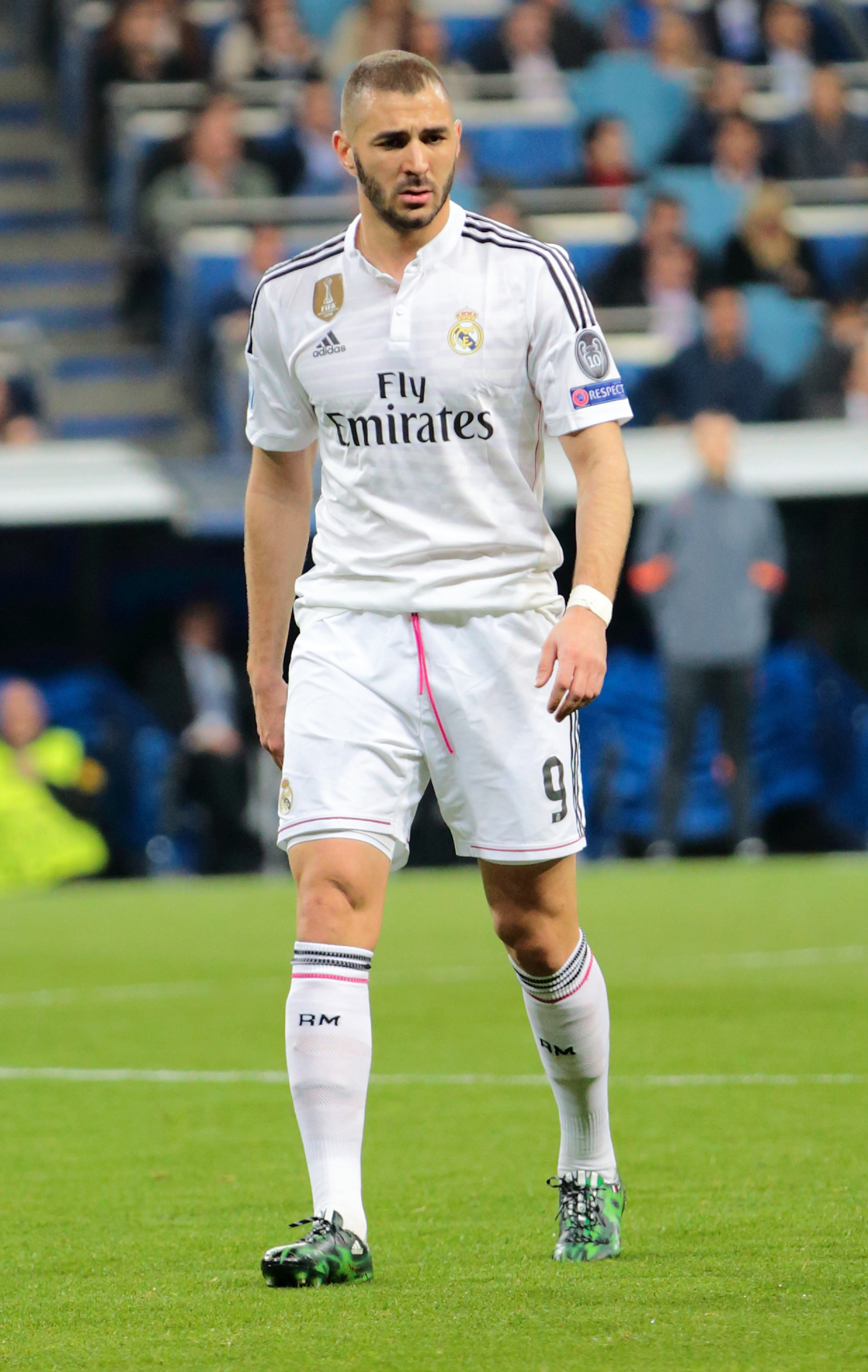
V zápase Ligy mistrů proti Schalke na jaře 2015

Novou smlouvu podepsal Benzema 6. srpna 2014 a svoji budoucnost měl spjatou s klubem pro dalších pět let. Nastoupil do zápasu o Superpohár UEFA 12. srpna proti Seville a díky výhře 2:0 poprvé vyhrál tuto evropskou trofej. Proti Basileji 16. září v Lize mistrů vstřelil poslední gól pro Real vítězného zápasu, který skončil drtivou výhrou 5:1. Ten Benzemův byl jubilejním 1000. gólem Realu v rámci evropských pohárových soutěží. V tytéž soutěži se trefil 1. října proti Ludogorci Razgrad a jeho vítězný gól zaručil venkovní výhru 2:1. O čtyři dny později dal dva góly Athleticu Bilbao a pomohl domácímu ligovému vítězství 5:0, které týmu nadělilo šestou výhru v řadě.
Na konci sezóny byl devátý mezi střelci španělské ligy s 15 góly, z jeho spoluhráčů byl výše jen první Cristiano Ronaldo s 48 góly.

#### Sezóna 2015/2016
První zápas španělské La Ligy s Gijónem Benzema zameškal kvůli zranění, ve druhém kole doma proti Betisu už byl však v základní sestavě. Ačkoliv byl po 50 minutách střídaný, aby se po zranění dávkovala zápasová praxe, stihl hlavičkou vstřelit jeden gól při výhře 5:0. Během derby s Atléticem Madrid na jeho hřišti se opět gólově prosadil hlavou, soupeř ale nakonec vyrovnal na 1:1. V domácím zápase s Rayo Vallecano 20. prosince vstřelil Benzema druhý prosincový hattrick, tentokráte v lize. Real Madrid vyhrál vysoko 10:2.
V prosinci v Lize mistrů Real Madrid porazil Malmö 8:0, Cristiano Ronaldo se blýskl čtyřmi góly a Benzema vstřelil hattrick. Tuto soutěž Real Madrid i s Benzemou vyhrál, naopak v lize uspěl rival FC Barcelona. V tabulce střelců se dělil o čtvrté místo s Neymarem z Barcelony, oba zaznamenali 24 gólů.

#### Sezóna 2016/2017
Za sezónu 2016/17 nastřádal Benzema 11 ligových gólů a dalších 8 v pohárech. Během prosince se zúčastnil mistrovství světa klubů FIFA v japonské Jokohamě. Závěrem prvního poločasu otevřel skóre semifinálového zápasu s mexickým Clubem América, který byl Realem Madrid nakonec zdolán výsledkem 2:0. Ve finále proti japonské Kašimě Antlers opět otevřel skóre, ale soupeř srovnal na 2:2 a finále tak dospělo do prodloužení. Benzema asistoval druhému gólu Cristiana Ronalda, který nakonec zkompletoval hattrick a Real Madrid tak vyhrál nakonec 4:2, čímž klubovou soutěž opanoval.
V únoru proti Neapoli v prvním klání osmifinále vsítil svůj 51. gól v Lize mistrů UEFA celkem a přispěl k výhře 3:1. V historickém žebříčku střelců soutěže se posunul na páté místo, kde vystřídal svého krajana, útočníka Thierry Henryho.
Na konci sezóny mohl Benzema oslavit získaný double, Real Madrid vyhrál jak španělskou ligu, tak Ligu mistrů.

#### Sezóna 2017/2018
V průběhu září podepsal novou smlouvu do 30. června 2021.
Na jaře zvládl Real v Lize mistrů postoupit přes francouzské PSG, odveta na pařížském stadionu Parc des Princes byla pro Benzemu 100. utkáním v této evropské soutěži. Význačný milník překonal 31. března, když proti Las Palmas zahájil své 400. utkání ve dresu mužstva z Madridu. Oproti předešlým rokům nenabral takovou střeleckou formu a před tímto kláním měl na kontě jen tři ligové góly. Střelecký půst ukončil gólem z pokutového kopu a přispěl k vítězství 3:0. Trenér Zidane dovedl Real opět do finále Ligy mistrů a Benzema nastoupil znovu v základní sestavě, tentokrát proti Liverpoolu. Nepovedené vyhození míče gólmanem Lorisem Kariusem potrestal v 51. minutě prvním gólem utkání. Vítězstvím 3:1 získal Real Madrid další trofej z Ligy mistrů.

#### Sezóna 2018/2019
Tuto sezónu již Benzema nastupoval bez svého obvyklého spoluhráče Cristiana Ronalda, který zamířil do Juventusu. Ve druhém kole La Ligy pomohl dvěma góly otočit utkání na půdě Girony, jeden vstřelil z penalty. Real Madrid vyhrál 4:1. Tentýž počet gólů vstřelil rovněž proti Leganésu v následujícím kole při domácí výhře 4:1.
Ve skupinové fázi Ligy mistrů se třikrát gólově prosadil proti Viktorii Plzeň a při tom prvním gólu na stadionu ve Štruncových sadech dosáhl mety 200 vstřelených soutěžních gólů za Real Madrid. Další trefu zaznamenal v osmifinále na hřišti Ajaxu, na kterém jeho tým nakonec zvítězil 2:1. Pro Benzemu to byl 60. gól v této soutěži. Avšak domácí odvetné utkání Real nezvládl a z postupu se tak mohli radovat fotbalisté nizozemského týmu.
Ve 33. kole La Ligy sám hattrickem zařídil tříbodobý zisk proti Athleticu Bilbao, Bílý balet tak doma 3:0 vyhrál. Madridské mužstvo skončilo třetí za svými rivaly Barcelonou a Atléticem Madrid a s Barcelonou navíc vypadlo v semifinále španělského poháru.

#### Sezóna 2019/2020

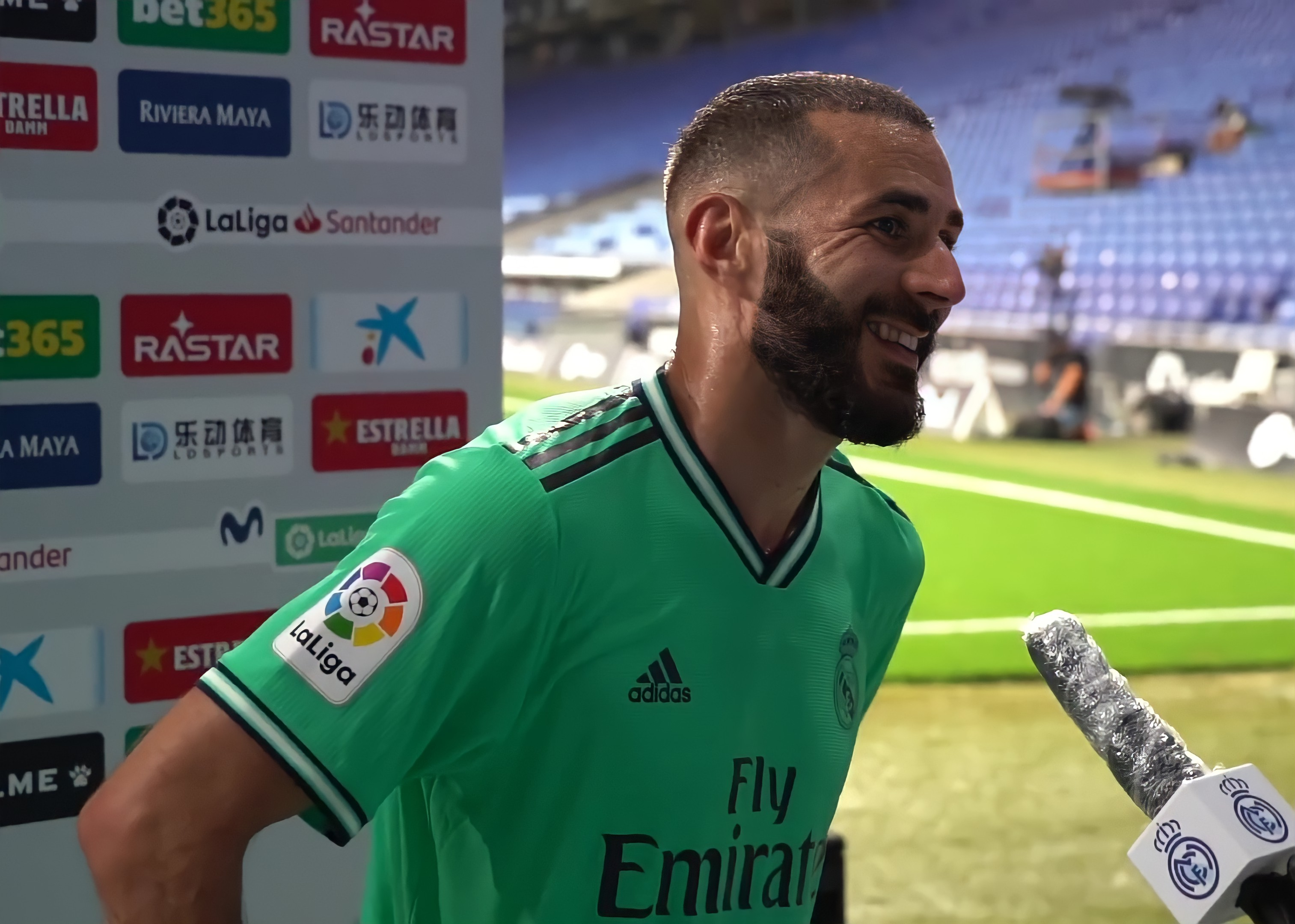
Karim Benzema při návratu na hřiště po pandemii covidu-19, která na jaře v sezóně 2019/20 přerušila nejen fotbal

Benzema otevřel skóre úvodního utkání Realu na půdě Celty Vigo, kde Bílý balet nakonec zvítězil 3:1. Na začátku listopadu vsítil proti Galatasarayi v Lize mistrů rovnou dvě branky, čímž dorovnal rekord Lionela Messiho, oba hráči dokázali vstřelit alespoň jeden gól v 15 sezónách Ligy mistrů UEFA. Zároveň tak dosáhl hranice 50 gólů v pohárové Evropě od příchodu z Olympique Lyon v roce 2009. O pár dní později ve 13. kole La Ligy dvěma góly překonal gólmana Eibaru a přispěl k výhře 4:0. V počtu gólu ve španělské ligové soutěži se dostal před klubovou legendu Ference Puskáse, ligových gólů měl nyní 157.
V únoru s klubem prodloužil kontrakt do roku 2022. První březnový den si zahrál v El Clásicu proti Barceloně a vkročil tak do svého 500. utkání za Real. Ten doma na Santiago Bernabéu nakonec zvítězil 2:0. Ve druhém utkání La Ligy po koronavirové pauze dvěma góly pomohl k vítězství 3:0 nad hostující Valencií. Byl zvolen hráčem měsíce červen, neboť sehrál důležitou úlohu při všech pěti ligových výhrách. Ve 35. kole doma proti Deportivu Alavés otevřel skóre proměněnou penaltou a později asistoval u gólu Marca Asensia, madridský celek tak zvítězil 2:0 a udržel si čtyřbodový odstup na dotírající Barcelonu. V předposledním 37. kole vstřelil Villarrealu dva góly a zpečetil mistrovský titul. Střeleckou listinu opět ovládl barcelonský Lionel Messi, Benzema skončil s 21 góly druhý.

#### Sezóna 2020/2021
Benzema otevřel skóre odvetného utkání osmifinále Ligy mistrů UEFA proti italské Atalantě 16. března 2021, kterou domácí Real Madrid porazil nakonec 3:1. Madridský celek postoupil do čtvrtfinále, zatímco Benzema jako pátý fotbalista v soutěži dosáhl hranice 70 gólů. O čtyři dny později vpravil dva góly do sítě Celty Vigo a pomohl vyhrát venkovní utkání 3:1. V rámci La Ligy nastřádal za Real 186 gólů a vyrovnal tak počin Carlose Santillany. Historické tabulky střelců Realu Madrid tak výše obsahují jen pouhá tři jiná jména. Real Madrid bojoval o titul do posledního 38. kola, během kterého svedl boj na dálku s Atlétikem. Na hřišti Villarrealu 22. května 2021 srovnával Benzema v závěru na 1:1 a pozdější gól Luky Modriće vyústil ve výhru 2:1. Atlétiko ovšem vlastní souboj zvládlo a získalo titul s tříbodovým náskokem. V tabulce ligových střelců mu se 23 góly patřilo dělené druhé místo po boku Gerarda Morena za Lionelem Messim se 30 góly.

#### Sezóna 2021/2022
Poté co opustil tým dlouholetý kapitán Sergio Ramos, připadla role lídrů hráčské kabiny služebně nejstarším – Marcelovi a Benzemovi. Jelikož ale Brazilec výkonnostně klesal, měl být pod staronovým trenérem Carlem Ancelottim lídrem na hřišti právě Benzema. Oficiálně byl však kapitánem Marcelo a Benzema prozatím „pouze“ zástupcem kapitána nosící pásku v době Marcelovy nepřítomnosti na trávníku. Na přesvědčivém startu do sezóny 2021/22 se podílel dvěma góly 14. srpna 2021 při ligové výhře 4:1 na stadionu Deportiva Alavés. Ještě téhož měsíce se dohodl na prodloužení smlouvy do roku 2023.
Proti týmu Celta Vigo vstřelil 12. září hattrick a společně s Viníciusem a Eduardem Camavingou rozhodl o výhře poměrem 5:2. Poprvé od roku 2008 zaznamenal tři góly v zápase kapitán Realu, před Benzemou to byl naposledy Raúl González.
Třetím a závěrečným gólem zápasu pomohl 24. listopadu po výsledku 3:0 vyhrát nad Šerifem Tiraspol, oplatit předchozí nečekanou domácí prohru 1:2 a zaručit osmifinále také na úkor tohoto moldavského soupeře. Právě v prvním vzájemném zápase 28. září vstřelil Benzema svůj 72. gól v soutěži a překonal španělskou legendu a legendu Realu Madrid Raúla Gonzáleze se 71 góly. Jedinými fotbalisty s více góly v Lize mistrů byli v tu chvíli pouze Cristiano Ronaldo (136), Lionel Messi (121) a Robert Lewandowski (75). Při domácí remíze 19. prosince 2021 s Cádizem 0:0 odehrál svůj 400. zápas španělské nejvyšší ligové soutěže, jemu a jeho spoluhráčům však v tabulce předposlední soupeř utnul sérii 10 vyhraných zápasů po sobě. Před domácími diváky se 8. ledna 2022 předvedl dvěma góly a se zasloužil o výhru 4:1 nad Valencií ve 20. kole. Mimo to dal svůj 300. gól za tento klub a jako čtvrtý hráč v historii. Jediní hráči Realu Madrid s více góly byli Cristiano Ronaldo (450), Raúl González (323) a Alfredo Di Stéfano (308).
16. ledna 2022 dopomohl k zisku v pořadí 12. španělského superpoháru, když proti Athleticu Bilbao při výhře 2:0 navyšoval vedení po gólu Luky Modriće. 23. ledna prohrával Real Madrid v domácím prostředí 0:2 s Elche, ale vyrovnal na 2:2 zásluhou Luky Modriće a Édera Militãa. Benzema za stavu 0:0 neproměnil penaltu a později byl nucen ze hřiště odejít kvůli zranění.
Ve finále Ligy mistrů 28. května 2022 na Stade de France se představil proti Liverpoolu. Před poločasovou přestávkou mu nebyl videorozhodčím uznán gól, neboť byl v ofsajdu. Real Madrid přesto finále po gólu Viníciuse ovládl poměrem 1:0. Nejprestižnější evropskou trofej vybojoval popáté, čímž společně s Lukou Modrićem a Danim Carvajalem dorovnali rekord stanovený Cristianem Ronaldem v počtu prvenství v novodobé éře této soutěže. O tři dny později byl jmenován nejlepším hráčem sezóny Ligy mistrů, čemuž napomohlo první místo mezi střelci zásluhou 15 jím vstřelených gólů.

#### Sezóna 2022/2023
Po odchodu Marcela se stal Benzema kapitánem a dne 10. dubna 2022 vedl Real k zisku Superpoháru UEFA, během něhož vstřelil druhý gól při výhře 2:0 nad Eintrachtem Frankfurt. Stal se druhým nejlepším střelcem klubu, svým 324. gólem odsunul na třetí příčku Raúla Gonzáleze a před sebou měl jen rekordmana Cristiana Ronalda.
Dne 2. dubna 2023 zaznamenal proti Realu Valladolid hattrick v čase 6 minut a 30 vteřin a pomohl nad soupeřem zvítězit 6:0. Jednalo se o třetí nejrychlejší hattrick hráče Realu v lize po Fernandu Hierrovi (6 minut) a Pahiñovi (4 minuty). Tři dny nato vstřelil při výhře 4:0 hattrick Barceloně v odvetě semifinále domácího poháru, první hattrick hráče Realu Madrid v tomto derby od roku 1995, kdy se tímto způsobem prosadil Iván Zamorano. Posledním fotbalistou, kterému se to zdařilo na Camp Nou byl roku 1963 Ferenc Puskás. Zahrál si v Seville uskutečněné pohárové finále a v utkání hraném 6. května pomohl vyhrát 2:1 nad Osasunou. Madridský klub se trofeje zmocnil poprvé od roku 2014.
Dne 28. května obdržel cenu UNFP pro nejlepšího francouzského fotbalistu hrajícího v zahraničí. Korunu pro krále střelců obhájit nedokázal, jeho 19 ligových gólů mu přisoudilo druhou příčku, nejlepším se stal s 23 góly Robert Lewandowski z Barcelony.
Ačkoliv Benzemovi platila smlouva do roku 2024, dne 4. června klub potvrdil jeho odchod. Média spekulovala o jeho možné budoucnosti v Saúdské Arábii, odkud zazněly zprávy o hráčově brzkém podpisu v klubu Al Ittihad, který přišel s „rekordní nabídkou“. Trenér Carlo Ancelotti připustil, že Benzemův konec neočekával. V den jeho potvrzeného odchodu nastoupil do utkání závěrečného 38. ligového kola, v němž z penalty vyrovnával svým 354. klubovým gólem na konečných 1:1. Domácí diváci jej při střídání v 74. minutě zahrnuli výrazným potleskem.

### Al-Ittihád
Benzemův příchod do saúdskoarabského klubu al-Ittihád byl potvrzen 6. června 2023. Ligovému mistrovi se upsal na tři roky.

## Reprezentační kariéra

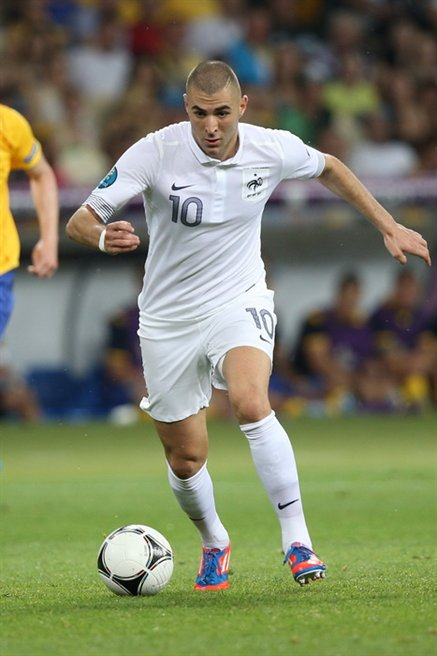
Karim Benzema na evropském turnaji Euro 2012 v zápase se Švédskem

Zúčastnil se Mistrovství Evropy hráčů do 17 let v roce 2004, který domácí Francie vyhrála, když ve finále porazila Španělsko 2:1. Byl to první titul pro Francii v této věkové kategorii.
V A-mužstvu Francie debutoval 28. 3. 2007 v přátelském utkání v Saint-Denis proti týmu Rakouska. Utkání rozhodl vítězným gólem na konečných 1:0.
Zúčastnil se EURA 2008 v Rakousku a Švýcarsku a EURA 2012 v Polsku a na Ukrajině.
Trenér Didier Deschamps jej vzal na Mistrovství světa 2014 v Brazílii. Francouzi vypadli na šampionátu ve čtvrtfinále s Německem po porážce 0:1. Benzema vstřelil dva góly v utkání základní skupiny E proti Hondurasu (výhra 3:0) a jeden proti Švýcarsku (výhra 5:2).
Po aféře kolem vydírání jeho reprezentačního spoluhráče Mathieua Valbueny v roce 2015 nebyl do národního mužstva povoláván. To se změnilo až v červnu 2021, kdy jej Deschamps nominoval pro přípravné klání s Walesem před turnajem EURO 2020. Francie vyhrála 3:0 a Benzema měl příležitost skórovat, jeho penaltu ovšem zachytil soupeřův brankář Danny Ward.
19. prosince 2022 ve dne svých 35. narozenin, oznámil konec reprezentační kariéry.

## Styl hry
Benzema je fyzicky zdatný a rychlý hrotový útočník s vynikající kontrolou míče. Pro svoji eleganci a ladnost byl již v začátcích přirovnáván k Zinédinu Zidanemu (ačkoliv byl Zidane záložník), se kterým ho pojí brzy zpozorovaný fotbalový talent, francouzská národnost i alžírský původ. Vyniká v budování hry, kdy si umí šikovně přihrát se za ním hrajícími záložníky, postupu vpřed pomáhá držením balónu, ať už fyzickou silou či technickou kvalitou. Je zvyklý hrát roli osamoceného útočníka ve formacích 4–5–1 nebo 4–3–3. Jeho idolem je brazilský útočník Ronaldo, dříve též hrající za Real.
José Mourinho, který Benzemu trénoval během svého působení v Realu Madrid o něm řekl, že na to, aby byl řazen mezi nejlepšími na světě není v roli útočníka dostatečným „zabijákem“.

## Klubové statistiky
| Klub           | Sezóna  | Ligová soutěž | Liga   | Liga | Domácí pohár | Domácí pohár | Evropský pohár | Evropský pohár | Ostatní | Ostatní | Celkově | Celkově |
| Klub           | Sezóna  | Ligová soutěž | Zápasy | Góly | Zápasy       | Góly         | Zápasy         | Góly           | Zápasy  | Góly    | Zápasy  | Góly    |
| -------------- | ------- | ------------- | ------ | ---- | ------------ | ------------ | -------------- | -------------- | ------- | ------- | ------- | ------- |
| Olympique Lyon | 2004/05 | Ligue 1       | 6      | 0    | 0            | 0            | 0              | 0              | —       | —       | 6       | 0       |
| Olympique Lyon | 2005/06 | Ligue 1       | 13     | 1    | 2            | 2            | 1              | 1              | —       | —       | 16      | 4       |
| Olympique Lyon | 2006/07 | Ligue 1       | 21     | 5    | 2            | 0            | 3              | 2              | 1       | 1       | 27      | 8       |
| Olympique Lyon | 2007/08 | Ligue 1       | 36     | 20   | 8            | 7            | 7              | 4              | 1       | 0       | 52      | 31      |
| Olympique Lyon | 2008/09 | Ligue 1       | 36     | 17   | 2            | 1            | 8              | 5              | 1       | 0       | 47      | 23      |
| Olympique Lyon | Celkově | Celkově       | 112    | 43   | 14           | 10           | 19             | 12             | 3       | 1       | 148     | 66      |
| Real Madrid    | 2009/10 | La Liga       | 27     | 8    | 1            | 0            | 5              | 1              | —       | —       | 33      | 9       |
| Real Madrid    | 2010/11 | La Liga       | 33     | 15   | 7            | 5            | 8              | 6              | —       | —       | 48      | 26      |
| Real Madrid    | 2011/12 | La Liga       | 34     | 21   | 5            | 3            | 11             | 7              | 2       | 1       | 52      | 32      |
| Real Madrid    | 2012/13 | La Liga       | 30     | 11   | 8            | 4            | 10             | 5              | 2       | 0       | 50      | 20      |
| Real Madrid    | 2013/14 | La Liga       | 35     | 17   | 6            | 2            | 11             | 5              | —       | —       | 52      | 24      |
| Real Madrid    | 2014/15 | La Liga       | 29     | 15   | 3            | 0            | 9              | 6              | 5       | 1       | 46      | 22      |
| Real Madrid    | 2015/16 | La Liga       | 27     | 24   | 0            | 0            | 9              | 4              | —       | —       | 36      | 28      |
| Real Madrid    | 2016/17 | La Liga       | 29     | 11   | 3            | 1            | 13             | 5              | 3       | 2       | 48      | 19      |
| Real Madrid    | 2017/18 | La Liga       | 32     | 5    | 1            | 1            | 9              | 5              | 5       | 1       | 47      | 12      |
| Real Madrid    | 2018/19 | La Liga       | 36     | 21   | 6            | 4            | 8              | 4              | 3       | 1       | 53      | 30      |
| Real Madrid    | 2019/20 | La Liga       | 37     | 21   | 3            | 1            | 8              | 5              | —       | —       | 48      | 27      |
| Real Madrid    | Celkově | Celkově       | 349    | 169  | 43           | 21           | 101            | 53             | 20      | 6       | 513     | 249     |
| Celkově        | Celkově | Celkově       | 461    | 212  | 57           | 31           | 120            | 65             | 23      | 7       | 661     | 315     |

Zdroj: 

### Reprezentační
K zápasu odehranému 8. října 2015
| Francie |        |      |
| Rok     | Zápasy | Góly |
| 2007    | 8      | 3    |
| 2008    | 11     | 2    |
| 2009    | 8      | 3    |
| 2010    | 5      | 3    |
| 2011    | 10     | 2    |
| 2012    | 12     | 2    |
| 2013    | 10     | 2    |
| 2014    | 13     | 8    |
| 2015    | 4      | 2    |
| Celkově | 81     | 27   |

## Úspěchy

### Klubové
Olympique Lyon
- 4× vítěz Ligue 1 – 2004/05, 2005/06, 2006/07, 2007/08
- 1× vítěz Coupe de France – 2007/08
- 2× vítěz Trophée des champions – 2006, 2007

Real Madrid
- 4× vítěz Primera División – 2011/12, 2016/17, 2019/20, 2021/22
- 2× vítěz Copa del Rey – 2010/11, 2013/14
- 3× vítěz Supercopa de España – 2012, 2017, 2021/22
- 5× vítěz Ligy mistrů UEFA – 2013/14, 2015/16, 2016/17, 2017/18, 2021/22
- 3× vítěz Superpoháru UEFA – 2014, 2016, 2017
- 4× vítěz Mistrovství světa klubů FIFA – 2014, 2016, 2017, 2018

### Reprezentační
Francouzská reprezentace U17
- 1× vítěz Mistrovství Evropy hráčů do 17 let – 2004

Francouzská reprezentace
- 1× vítěz Ligy národů UEFA – 2020/21

### Individuální
- Francouzský fotbalista roku – 2011, 2012, 2014,[1] 2021[119]
- Hráč měsíce Ligue 1 podle UNFP – leden 2008,[120] duben 2008[120]
- Tým roku Ligue 1 podle UNFP – 2007/08[6]
- Hráč roku Ligue 1 podle UNFP – 2007/08[6]
- Nejlepší střelec Ligue 1 – 2007/08[118]
- Nejlepší střelec Primery División – 2021/22[121]
- Nejlepší střelec Ligy mistrů UEFA – 2021/22[94]
- Hráč sezóny Ligy mistrů UEFA – 2021/22[94]
- Sestava sezóny Ligy mistrů UEFA – 2020/21[122]
- Tým sezóny podle ESM – 2020/21[123]
- Trofeo Alfredo Di Stéfano – 2019/20[124]
- Nejlepší hráč deníku Marca (podle fanoušků) – 2019/20[zdroj?]
- Tým roku magazínu L'Équipe (podle fanoušků) – 2020[125]
- Etoile d'Or – 2007/08[1]
- Cena Bravo – 2008[126]
- Onze d'Or – 2021[127]

## Osobní život
Ve Francii byl vyšetřován za sex s nezletilou prostitutkou, 30. ledna 2014 byl zproštěn obvinění.
V listopadu 2015 se o Benzemu zajímala francouzská policie v případu vydírání Benzemova reprezentačního ženatého spoluhráče Mathieua Valbueny, který měl být zachycen na mobilní videonahrávce při sexu s jinou ženou. Útočníkovi Realu tak hrozil trest odnětí svobody až na pět let.